# سفارة دولة فلسطين لدى الإمارات
سفارة دولة فلسطين لدى الإمارات هي الممثلية الدبلوماسية العُليا لدولة فلسطين لدى الإمارات العربية المتحدة. تقع السفارة في منطقة السفارات في أبوظبي.
كما تمتلك السفارة الفلسطينية قُنصلية لها في مدينة دبي في شارع أم هرير.

## القنصلية العامة
لدولة فلسطين قنصلية عامة مقرها في مدينة دبي.